# Баррос Луко, Рамон
Рамо́н Ба́ррос Лу́ко (исп. Ramón Barros Luco; 9 июня 1835 — 20 сентября 1919, Сантьяго, Чили) — чилийский адвокат и политик. Президент Чили с 23 декабря 1910 года по 23 декабря 1915 года. Член Либеральной партии Чили.

## Карьера
- 1872—1876, министр финансов.
- 1884 1885, министр финансов.
- 1885, министр внутренних дел.
- 1888—1889, министр внутренних дел.
- 1891—1892, министр внутренних дел.
- 1892—1893, министр внутренних дел.
- 1894—1895, министр внутренних дел.
- 1901, министр внутренних дел.
- 1902, министр внутренних дел.
- 1903, министр внутренних дел.
- 1910—1915, Президент Республики.

## Интересные факты
- В честь президента был назван его любимый сэндвич с жареной говядиной и сыром — Баррос Луко